# 願生寺 (さいたま市)
願生寺（がんしょうじ）は、埼玉県さいたま市岩槻区にある浄土宗の寺院。

## 歴史
1522年（大永2年）、円蓮社寂誉によって開山された。
現在の本堂は江戸時代中期（1700年代）に建てられたものである。明治中期に、大規模な修繕が行われている。他にも1767年（明和4年）に竣工された鐘楼があったが、吊るされていた梵鐘が金属供出されたため、取り壊された。

## 文化財
- 阿弥陀三尊図像月待供養板碑（さいたま市指定有形文化財 平成17年3月2日指定）[2]

## 交通アクセス
- 岩槻駅より徒歩6分。